# Brud (film)
Brud (ang. Filth) – brytyjska komedia kryminalna z 2013 roku w reżyserii Jona S. Bairda, powstały na podstawie powieści Irvine'a Welsh pt. Ohyda (ang. Filth) z 1998 roku. Wyprodukowana przez wytwórnię Lionsgate.
Premiera filmu miała miejsce 27 września 2013 w Szkocji, a tydzień później 4 października w Wielkiej Brytanii. W Polsce premiera filmu odbyła się 17 października 2014.

## Opis fabuły
Uzależniony od alkoholu, kokainy i seksu Bruce Robertson (James McAvoy) jest detektywem edynburskiej policji kryminalnej. Prowadzi śledztwo w sprawie morderstwa japońskiego studenta i desperacko pragnie awansu. Wierzy, że stopień inspektora pozwoli mu odzyskać rodzinę. Żeby osiągnąć cel, manipuluje swoimi konkurentami i wciąga ich w brudne gierki. Wkrótce nałogi i spirala kłamstw doprowadzają Bruce'a na granicę szaleństwa.

## Produkcja
Zdjęcia do filmu kręcono w Ostendzie w Belgii, Hamburgu w Niemczech, Trollhättan w Szwecji oraz w Glasgow, Stirling i Edynburgu w Szkocji w Wielkiej Brytanii.

## Obsada
Źródło: Filmweb
- James McAvoy jako Bruce Robertson
- Jamie Bell jako Ray Lennox
- Eddie Marsan jako Bladesey
- Imogen Poots jako Amanda Drummond
- Brian McCardie jako Dougie Gillman
- Emun Elliott jako Peter Inglis
- Gary Lewis jako Gus Bain
- John Sessions jako Bob Toal
- Shauna Macdond jako Carole Robertson
- Jim Broadbent jako doktor Rossi
- Joanne Froggatt jako Mary
- Kate Dickie jako Chrissie
- Martin Compston jako Gorman
- Iain De Caestecker jako Ocky
- Shirley Henderson jako Bunty
- Joy McAvoy jako Estelle
- Jordan Young jako Lexo
- Pollyanna McIntosh jako Size Queen
- Bobby Rainsbury jako Stephanie

i inni.

## Nagrody i nominacje
Źródło: Filmweb
| Rok  | Miejsce                         | Nagroda | Kategoria                         | Odbiorcy i nominowani | Wynik     |
| ---- | ------------------------------- | ------- | --------------------------------- | --------------------- | --------- |
| 2013 | British Independent Film Awards | BIFA    | Najlepszy aktor                   | James McAvoy          | Wygrana   |
| 2013 | British Independent Film Awards | BIFA    | Najlepsza aktorka drugoplanowa    | Shirley Henderson     | Nominacja |
| 2013 | British Independent Film Awards | BIFA    | Najlepszy aktor drugoplanowy      | Eddie Marsan          | Nominacja |
| 2013 | British Independent Film Awards | BIFA    | Najlepszy reżyser                 | Jon S. Baird          | Nominacja |
| 2013 | British Independent Film Awards | BIFA    | Najlepsze osiągnięcie w produkcji |                       | Nominacja |